# Parafia św. Antoniego w Rakowcu
Parafia św. Antoniego w Rakowcu - parafia rzymskokatolicka w diecezji elbląskiej. Erygowana ok. 1336 roku, reerygowana 5 kwietnia 1962 roku przez biskupa warmińskiego Tomasza Wilczyńskiego.
Na obszarze parafii leżą miejscowości: Rakowiec, Bronno, Licze, Ośno, Pawlice, Rakowieckie Pole. Tereny te znajdują się w gminie Kwidzyn, w powiecie kwidzyńskim, w województwie pomorskim. 
Kościół parafialny w Rakowcu został wybudowany i konsekrowany w latach 1330–1340 i poświęcony w roku 8 września 1945 roku.